# Helge Gustafsson
Pour les articles homonymes, voir Gustafsson.
Bror Helge Gustafsson est un gymnaste artistique suédois né le 16 janvier 1900 à Örebro et mort le 5 octobre 1981 dans la même ville.

## Biographie
Helge Gustafsson fait partie de l'équipe de Suède qui remporte la médaille d'or en système suédois par équipes aux Jeux olympiques d'été de 1920 se tenant à Anvers.